# Stade Bandjoun
 (août 2025).
Si vous disposez d'ouvrages ou d'articles de référence ou si vous connaissez des sites web de qualité traitant du thème abordé ici, merci de compléter l'article en donnant les références utiles à sa vérifiabilité et en les liant à la section « Notes et références ».
Maillots
Le Stade Bandjoun est un club de football camerounais basé à Bandjoun. Il dispute ses matchs à domicile au stade Fotso Victor,.
La date exacte de fondation du club n'est pas connue.

## Histoire
En 2017 stade de Bandjoun est sacré champion de l'ouest en venant à bout de volcan du noun sur le score d'un but à zéro (1-0) équipe menée par le coach Ndjie Biba. Après de longues années de trêve le club de la ville de Bandjoun reviens à la charge en 2022 tout d'abord en se reconstituant lors d'une assemblée générale tenue le 2 octobre 2022 à la salle de la préfecture de Bandjoun avec à sa tête le maire David Kengne et le docteur Brillant Kamdem ( Dr BK), et par la suite en entrant dans l'histoire du football camerounais  en atteignant les ½finales de la coupe du Cameroun en étant en ligue régionale, malheureusement perdu sur le score de 2 buts contre 1(2-1) face à PWD de bamenda,.

## Palmarès
- Coupe du Cameroun
  - Finaliste : 1996[5]

## Grands joueurs
- Daniel Ngom Kome
- Benoît Angbwa
- Narcisse Ekanga
- Tagne Eric